# Tom Hatherley Pear
Tom Hatherley Pear (* 1886; † 1972) war ein US-amerikanischer Psychologe. Er war Professor der Psychologie an der Universität von Manchester.
Er befasste sich unter anderem mit der Bedeutung der Träume und sah sie als Folgen unterdrückter Wünsche. Sein Nachfolger an der Universität von Manchester war John Cohen.
Tom Hatherley Pear hatte mit seiner Frau Catherine einen Sohn, Brian Hatherley Pear, der im Zweiten Weltkrieg fiel.

## Schriften

### Bücher
- 1917: Shell Shock and Its Lessons; (zusammen mit Grafton Elliot Smith; Neuausgabe: Kessinger Publishing, LLC; 21. Februar 2008; ISBN 978-0548900130).
- 1922:  Remembering and Forgetting.
- 1924: Skill in Works and Play; (deutsche Geschicklichkeit in Sport und Industrie. Übersetzt von Margot Benary-Isbert).
- 1931: The Art of Study; New York, London.
- 1938: The Maturing Mind.
- 1950: Psychological Factors of Peace and War.
- 1955: English Social Differences; London.
- 1957: Personality, Appearance and Speech; London.
- 1961: The Moulding of Modern Man. A Psychologist's View of Information, Persuation and Mental Coercion Today; London.

### Artikel
- Number-Forms; In: Memoirs and Proceedings of the Manchester Literary & Philosophical Society; Band 66 (1923), Seiten 1–14.
- A New Type of Number Form; In: Memoirs and Proceedings of the Manchester Literary & Philosophical Society; Band 67, Seiten 131–140.